# NGC 6621
NGC 6621 је спирална галаксија у сазвежђу Змај која се налази на NGC листи објеката дубоког неба.
Деклинација објекта је + 68° 21' 47" а ректасцензија 18h 12m 55,6s. Привидна величина (магнитуда) објекта NGC 6621 износи 13,2 а фотографска магнитуда 14,0. NGC 6621 је још познат и под ознакама UGC 11175, MCG 11-22-30, CGCG 322-36, IRAS 18131+6820, KAZ 194, 7ZW 778, ARP 81, VV 247, KCPG 534B, PGC 61582.